# Charles Eugène de Croy
Charles Eugène de Croÿ (niem. Karl Eugen Fürst und Herzog von Croy, współczesna wymowa ʃaʁl øʒɛn də kʁwi, ur. 1651, zm. 1702) – książę, marszałek polny austriacki i rosyjski.

## Życiorys
Brał udział w bitwie pod Lund w 1676 po stronie duńsko-norweskiej. Później uczestniczył w wojnach z Turkami, odnosząc duże sukcesy; brał udział w bitwie pod Wiedniem w 1683 i ataku na Belgrad w 1690. 17 grudnia 1688 został mianowany na stopień marszałka polnego. W 1697 najął się do służby cara Piotra Wielkiego i został dowódcą wojsk rosyjskich w Łatgalii (dzisiaj Łotwa). 19 kwietnia 1700 został mianowany na stopień generała marszałka polnego. 20 listopada 1700 dowodził siłami rosyjskimi w bitwie pod Narwą, którą przegrał ze Szwedami. Zmarł w Tallinnie jako jeniec w 1702 roku.